# توتلين (اباينو)
توتلين ايت احماد (إغربين) هي إحدى مشيخات المملكة المغربية، تتبع جغرافيا لإقليم كلميم وإداريًا لاباينو. يقدر عدد سكانها بـ 811 نسمة حسب الإحصاء الرسمي للسكان والسكنى لسنة 2004.